# براد ديك
براد ديك (بالإنجليزية: Brad Dick)‏ هو لاعب كرة قدم أسترالية أسترالي، ولد في 25 يوليو 1988 في أستراليا الغربية في أستراليا.

## وصلات خارجية
- براد ديك على موقع AustralianFootball.com (الإنجليزية)
- براد ديك على موقع AFLtables.com (الإنجليزية)